# Amphithéâtre romain d'Albenga
L'amphithéâtre romain d'Albenga est un édifice de spectacles antique de type amphithéâtre construit dans la ville italienne d'Albenga (Albingaunum dans la Rome antique).
Le monument, implanté sur un éperon rocheux, dans l'ouest de la ville antique qu'il domine, est d'assez petite taille (72,80 × 52,20 m). Probablement construit au IIe siècle apr. J.-C., il est abandonné entre le milieu du Ve et le milieu du VIe siècle. C'est alors que son emprise est reconvertie en nécropole.

## Localisation

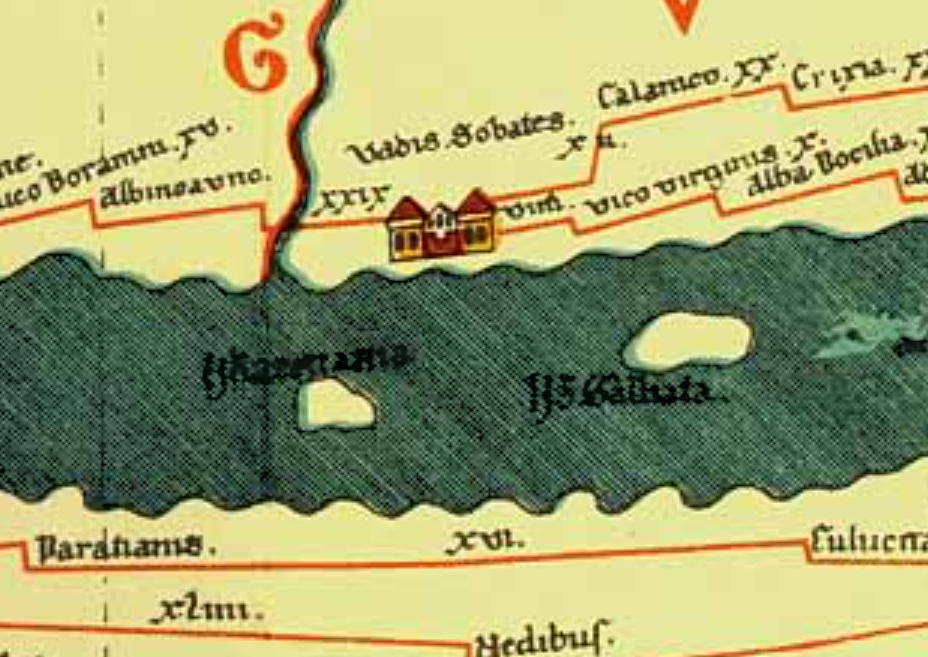
Albingaunum sur la table de Peutinger.

À l'ouest de la ville d'Albenga, dans la province de Savone, l'amphithéâtre est implanté à l'extrémité du promontoire que forme le mont Bignone (ou mont San Martino) et qui domine au nord la ville et à l'est le golfe de Gênes, à une altitude d'environ 50 m.
Dans la cité antique d'Albingaunum, le site se trouve en-dehors des limites de la ville, en bordure de la Via Julia Augusta. La ville, ainsi que la voie, sont mentionnées sur la table de Peutinger. Sa position dominante est rare dans l'Empire romain ; elle n'est connue que pour les arènes de Cimiez.
C'est le seul monument de ce type recensé sur tout le littoral de la Riviera ligure.

## Historique
Dès le début de notre ère au moins, le site est occupé, peut-être par un établissement ligure. La construction de l'amphithéâtre, pour sa part, remonte probablement au IIe siècle apr. J.-C.,. Cette datation est suggérée par l'examen des maçonneries de l'édifice.
L'amphithéâtre est sans doute désaffecté à la fin de l'Antiquité avec la montée du christianisme et l'interdiction des jeux de cirque. Au Ve siècle, une nécropole s'installe sur son emprise, ce qui est un prolongement de la vocation funéraire du secteur, déjà effective quand l'amphithéâtre était encore en service. Plusieurs tombeaux et mausolées, comme le pilier romain d'Albenga, sont en effet construits le long de la Via Julia Augusta.
La construction de l'église San Martino, voisine de l'amphithéâtre au sud-est, réutilise en remploi des matériaux provenant de l'édifice de spectacle.
Les premiers relevés de l'amphithéâtre sont effectués par Angelo De Marchi en 1911. Les fouilles, initiées en 1934 par Nino Lamboglia sont reprises en 1974 mais interrompues par la mort de Lamboglia en 1977.

## Description

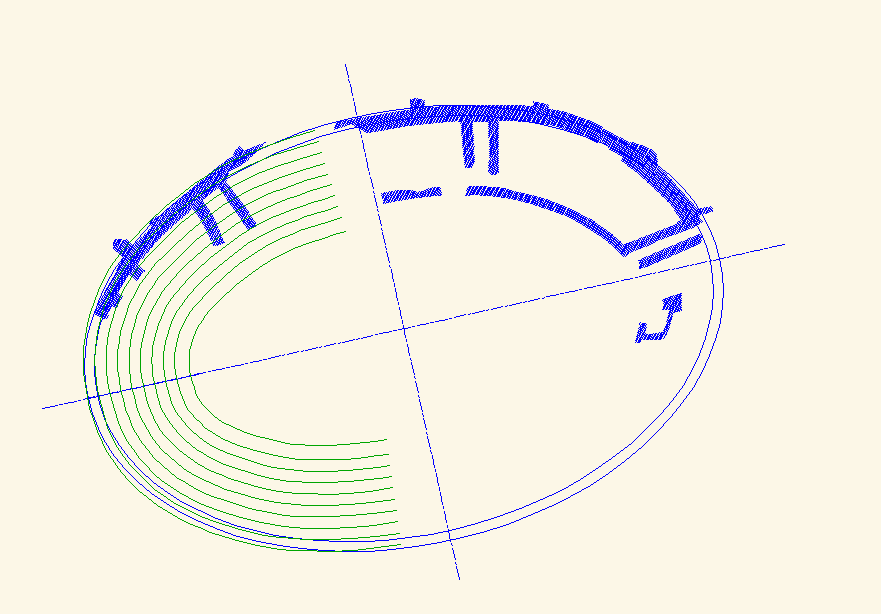
Plan de l'amphithéâtre.

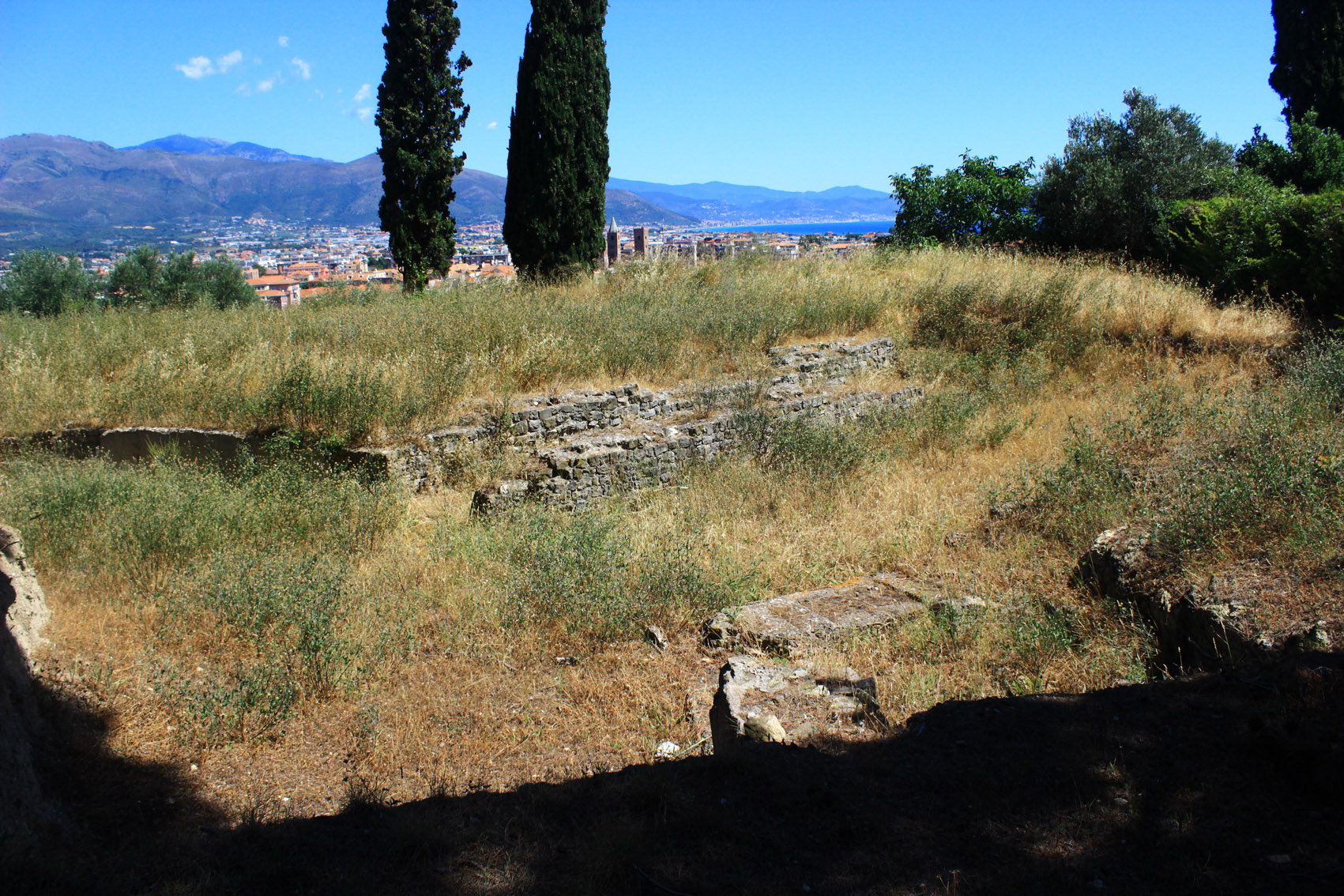
Vestige du vomitoire oriental.

L'amphithéâtre, apparenté à un édifice de type massif mais qui en diffère par d'autres caractéristiques, est construit en partie sur un talus aménagé de manière à accueillir les gradins dans sa partie sud et sur une terrasse remblayée pour sa partie nord. De ce côté, des contreforts plaqués extérieurement contre le mur de la cavea contiennent la poussée des terres qui la remplissent. Les dimensions estimées du monument sont de 72,80 × 52,20 m pour la cavea et de 50 × 30 m pour l'arène.
Un mur décoré d'une fresque représentant une palissade décorée alternativement de losanges bleus et de barres rouges sépare la cavea de l'arène dont le sol est aplani. Trois groupes de deux murs radiaux divisent intérieurement la moitié nord de la cavea en caissons remplis de la terre qui supporte les gradins. La maçonnerie est faite de petits moellons de grès, assez réguliers mais d'une finition parfois imparfaite.
Au XXIe siècle, les seuls vestiges visibles appartiennent à la partie septentrionale de la cavea qui surplombe la ville. À l'est, l'un des deux vomitoires, aménagé à l'extrémité du grand axe et flanqué d'une pièce de service, est préservé.